# Cristina Dilla
Cristina Dilla i Fernández es una actriz española conocida por sus papeles en las series de TV3, Temps de silenci y Ventdelplà y en la película Tres metros sobre el cielo.

## Biografía
Licenciada en Filología Francesa y diplomada en interpretación en el Instituto del Teatro, en sus inicios participó en la compañía de teatro infantil Ricard Reguant, con quien colaboró varias veces. En 1991, entonces todavía era una actriz novela, tuvo la oportunidad de participar en el espectáculo Por el amor de Dios en el Teatro Goya con el cómico Pepe Rubianes. En 1993 actuó en Prêt-à-porter, Néstor, una telecomedia grabada en los estudios de TVE en San Cugat del Vallés, en 1996 actuó con Albert Pla en la obra teatral Caracuero de Pepe Miravete en el Teatro Regina, y en 1998 en Surf de Jordi Galceran en el Teatro Villarroel, obra dirigida por Pep Cruz. En 2002 protagonizó la serie catalana de TV3 Temps de silenci, y después protagonizó Gloria, un cortometraje de Jesús Monllaó. En 2003 protagonizó la obra de teatro Tormenta de nieve con Mariona Ribas, del director Manel Dueso, en 2006 participó en Las otras, dirigido por Josep Costa, y en 2007 volvió a colaborar con Rubianes en el espectáculo de temática africana Yambulé, como actriz y ayudante de dirección. 
En 1997 fue pregonera de la Fiesta Mayor de Pueblo Nuevo. En 2017 dirigió la subasta de la 30 edición del Firart con motivo de la Fiesta Mayor de Villafranca del Panadés.

## Filmografía
Dilla es conocida, especialmente, por sus papeles en televisión. 

### Cine
- The Wine of Summer (2013)
- Tres metros sobre el cielo (2010)
- Cruzando el límite (2010)
- El embrujo de Shanghai (2002)

### Cortometrajes
- Y Love U (2003)
- Gloria (2002)
- La escapada (2000)
- Las aves de la piscina (1999)

### Televisión
- 39+1 (2014)
- Sin identidad (2014)
- La Riera (2012, 2013)
- Aída (2012)
- Ventdelplà (2005-2010)
- Hospital Central (2003, 2007)
- El comisario (2002)
- Tiempo de silencio (2001)
- Nissaga: la herencia (1999)
- Niza de poder (1996)
- Estación de enlace (1995)
- Prêt-à-porter (1994-1995)
- Quico (1992)
- Galería de personajes (1991)
- Crónica negra (1988)